# Musculus semispinalis cervicis

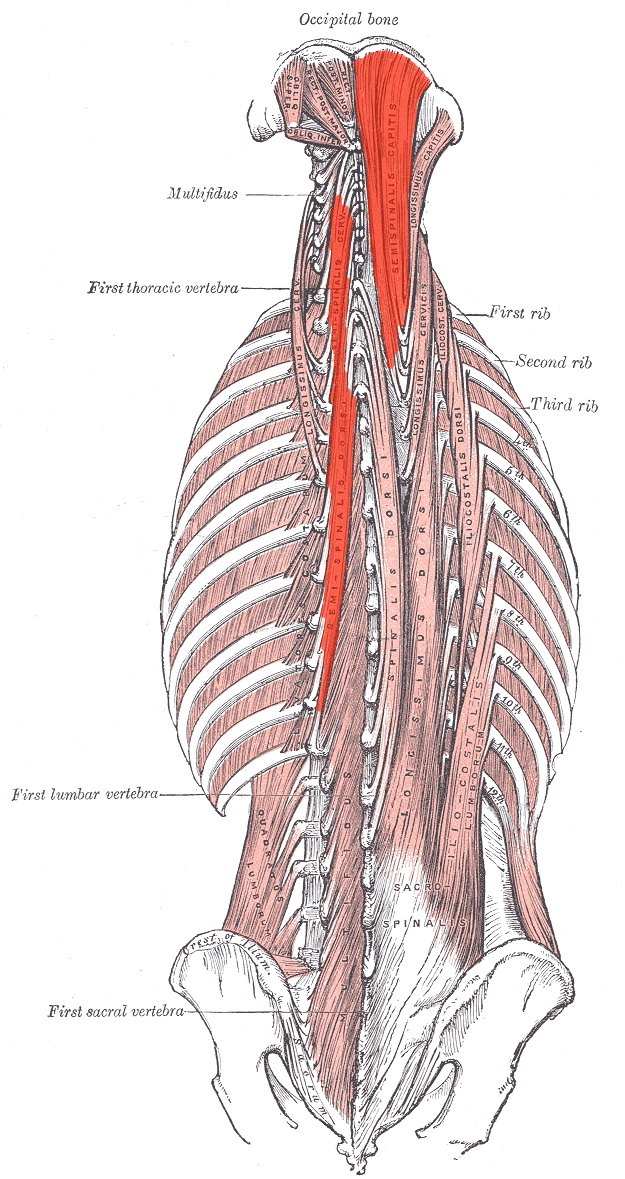
A hát mély izmai (a vörössel jelöltek közül a nyak alatt látható apró izom a semispinalis cervicis)

A musculus semispinalis cervicis egy hosszúkás izom az ember hátában.

## Eredés, tapadás, elhelyezkedés
Az I.-VI. hátcsigolyák processus transversus vertebrae-ről ered. A II.-VI nyakcsigolyák processus spinosus vertebrae-én tapad.

## Funkció
Feszíti a fejet és a nyakat és forgat.

## Beidegzés, vérellátás
A ramus posterior nervi spinalis idegzi be. Az aorta muscularis ágai látják el vérrel.

## Külső hivatkozások
- Kép
- Képek, leírások